# Marcos Paz (Argentina)
Marcos Paz è una cittadina argentina della provincia di Buenos Aires capoluogo dell'omonimo partido.

## Geografia
Marcos Paz è situata a 58 km a sud-ovest del centro di Buenos Aires, nell'estremità sud-occidentale della grande conurbazione bonaerense.

## Storia
L'odierna cittadina è sorta attorno alla stazione ferroviaria Marcos Paz, aperta al traffico il 24 dicembre 1870. La fermata era intitolata al vicepresidente Marcos Paz, morto di colera due anni prima mentre era in carica. La città fu fondata ufficialmente il 25 ottobre 1878. La località, allora pressoché disabitata, fu popolata grazie all'arrivo di coloni italiani, spagnoli e irlandesi.
Nel 1999 fu aperto il penitenziario federale n° 2.

## Infrastrutture e trasporti
Marcos Paz è servita da una stazione ferroviaria lungo la linea suburbana Sarmiento che collega le principali città del sud-occidentale dell'area metropolitana bonaerense alla capitale Buenos Aires.